# قد انسان

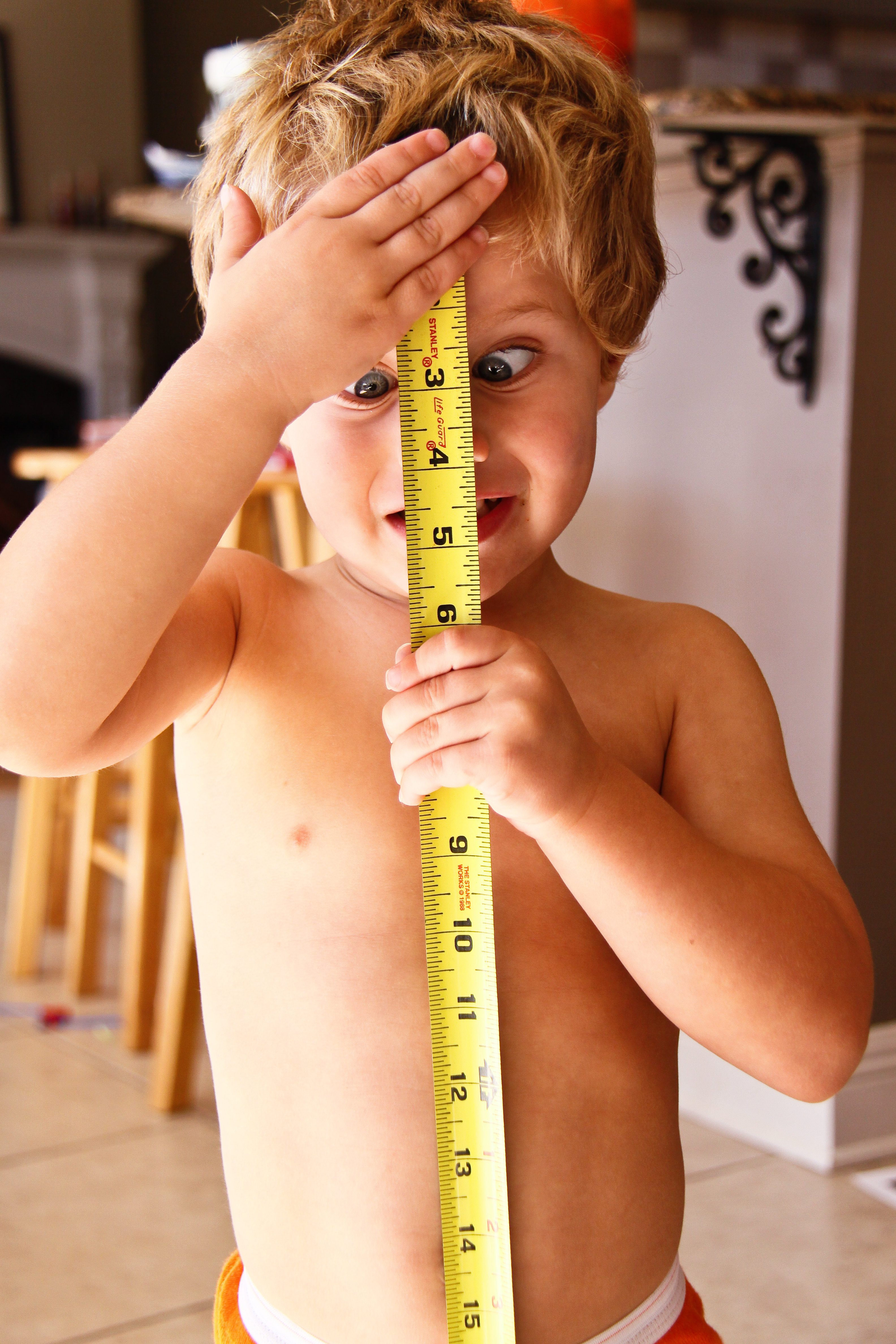
یک کودک در حال اندازه‌گیری قد خود

قد انسان عبارت است از فاصله کف پا تا بالای سر هر شخص در حالت ایستاده و عمودی. عوامل مؤثر مربوط به قد و افزایش قد، ژنتیکی، تغذیه و محیطی می‌باشد. رشد قد معمولاً در مردان تا ۱۸−۱۹ سالگی ادامه دارد ولی در زنان معمولاً بین ۱۵ یا ۱۶ سالگی متوقف می‌شود. تغذیه، کالری (گوشت و لبنیات) و ژنتیک در بلندی قد مؤثر هستند. تاکنون حدود ۱۸۰ ژن شناخته شده‌اند که در اندازه قد نقش دارند.
قد در انسان مهم است زیرا با سایر مؤلفه‌های سلامتی، مانند امید به زندگی، ارتباط نزدیکی دارد. مطالعات نشان می‌دهد که بین قد کوتاه و امید به زندگی بیشتر رابطه وجود دارد. افراد با قد کوتاه بیشتر در معرض فشار خون پایین‌تر هستند و کمتر احتمال دارد به سرطان مبتلا می‌شوند. دانشگاه هاوایی در مانوا دریافته که «ژن طول عمرِ» FOXO3 که اثرات پیری را کاهش می‌دهد، معمولاً در افراد با جثهٔ کوچک یافت می‌شود. کوتاهی قد خطر نارسایی وریدی را کاهش می‌دهد.

## عوامل تعیین‌کننده رشد

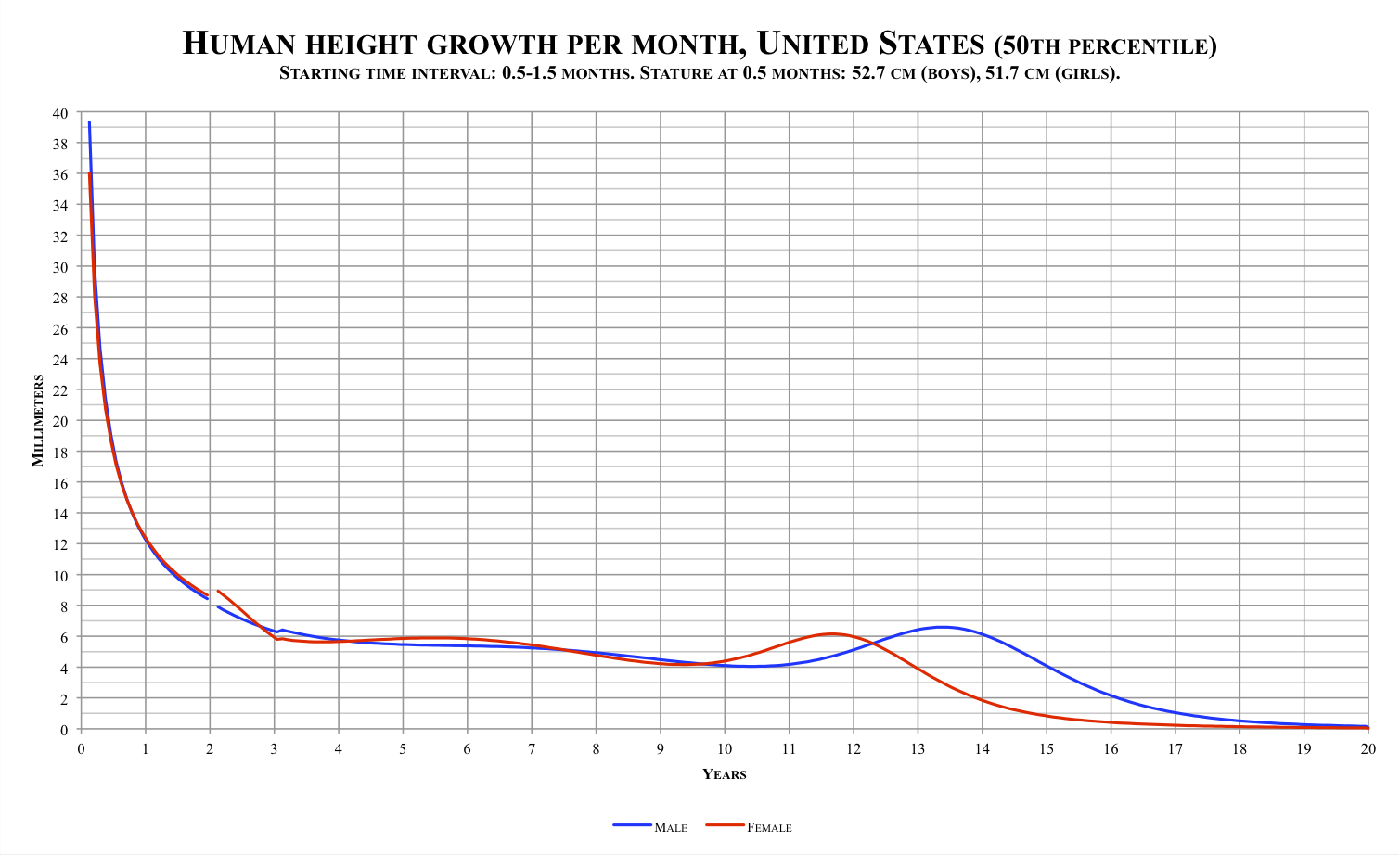
منحنی‌های رشد میانه (صدک ۵۰) برای پسران و دختران ۰ تا ۲۰ سال در ایالات متحده**

مطالعه قد به‌عنوان رشته‌ای تحت نام auxology شناخته می‌شود.
رشد از دیرباز به عنوان معیاری برای سلامت افراد شناخته شده است، به همین دلیل از نمودارهای رشد استفاده می‌شود. برای افراد، روندهای رشد برای شناسایی انحرافات قابل‌توجه به عنوان نشانه‌ای از مشکلات سلامتی ردیابی می‌شود و رشد همچنین برای تشخیص کمبودهای قابل‌توجه نسبت به انتظارات ژنتیکی بررسی می‌شود. ژنتیک عامل اصلی در تعیین قد افراد است، هرچند تأثیر آن در تفاوت‌های بین جمعیت‌ها کمتر است. میانگین قد با اندازه‌گیری استاندارد زندگی و کیفیت زندگی جمعیت‌ها مرتبط است.
انسان‌ها سریع‌ترین رشد را (به جز در رحم) در دوران نوزادی و نوپایی تجربه می‌کنند، که از حداکثر در بدو تولد به سرعت تا حدود ۲ سالگی کاهش می‌یابد، سپس به تدریج با نرخی کندتر کاهش می‌یابد. در دوره جهش رشد بلوغ (که به‌طور متوسط برای دختران در ۱۰ سالگی و برای پسران در ۱۲ سالگی آغاز می‌شود)، رشد به سرعت به اوج دوم (حدود ۱۱ تا ۱۲ سال برای دختران و ۱۳ تا ۱۴ سال برای پسران) می‌رسد و پس از آن به‌طور پیوسته تا صفر کاهش می‌یابد. رشد دختران به‌طور متوسط در حدود ۱۵ یا ۱۶ سالگی به صفر می‌رسد، در حالی که منحنی رشد پسران به‌طور متوسط حدود ۳ سال دیگر ادامه می‌یابد و در حدود ۱۸ تا ۱۹ سالگی به صفر می‌رسد، هرچند تحقیقات محدودی نشان می‌دهند که رشد جزئی قد در مردان پس از ۱۹ سالگی ممکن است رخ دهد. این دوره‌ها همچنین زمان‌های حساسی هستند که استرس‌هایی مانند سوءتغذیه (یا حتی بی‌توجهی شدید به کودکان) بیشترین تأثیر را دارند.
علاوه بر این، سلامت مادر در طول زندگی‌اش، به‌ویژه در دوره‌های حساس و بارداری، نقش مهمی دارد. کودکی سالم‌تر و بزرگسالی که بدنی بهتر برای فراهم کردن شرایط بهینه پیش از زایمان دارد، رشد بهتری را تجربه می‌کند. سلامت مادر باردار نه تنها برای خودش بلکه برای جنین نیز حیاتی است، زیرا دوران آبستنی خود یک دوره حساس برای رویان/جنین است، اگرچه برخی مشکلات تأثیرگذار بر قد در این دوره با رشد جبرانی در کودکی، در صورت مناسب بودن شرایط، برطرف می‌شوند؛ بنابراین، اثر تجمعی نسل‌ها وجود دارد که تغذیه و سلامت در طول نسل‌ها به درجات مختلف بر قد فرزندان تأثیر می‌گذارد.
سن مادر نیز تا حدی بر قد فرزند تأثیر دارد. مطالعات مدرن افزایش تدریجی قد با افزایش سن مادر را مشاهده کرده‌اند، هرچند مطالعات اولیه نشان می‌دهند این روند به دلیل شرایط اجتماعی-اقتصادی است که برخی گروه‌های جمعیتی را به داشتن اولین فرزند در سنین پایین‌تر سوق می‌دهد. این مطالعات همچنین نشان می‌دهند که کودکان متولدشده از مادران جوان‌تر احتمال بیشتری دارد که از نظر آموزشی و رفتاری پیشرفت کمتر از حد میانگین داشته باشند، که باز هم نشان‌دهنده علتی نهایی مرتبط با منابع و وضعیت خانوادگی است تا توضیحی صرفاً زیستی.
در سال ۱۹۸۸، مشاهده شد که پسران نخست‌زاده کوتاه‌تر از پسران متولدشده بعدی بودند. با این حال، در سال ۲۰۱۳، مشاهده‌ای معکوس گزارش شد. نویسندگان این مطالعه پیشنهاد کردند که علت ممکن است ماهیت اجتماعی-اقتصادی داشته باشد.

### ژنتیک
رابطه دقیق بین ژنتیک و محیط پیچیده و نامطمئن است. تفاوت‌های قد انسان ۶۰ تا ۸۰ درصد ارثی است، طبق چندین مطالعه دوقلوها، و از زمان بحث مندلی-بیومتریک یک قرن پیش، به عنوان صفتی چندژنی در نظر گرفته شده است. مطالعه‌ای در سطح ژنوم (GWA) با بیش از ۱۸۰٬۰۰۰ نفر صدها نوع ژنتیکی را در حداقل ۱۸۰ مکان ژنی مرتبط با قد بزرگسالان شناسایی کرده است. تعداد افراد مورد مطالعه از آن زمان به ۲۵۳٬۲۸۸ نفر افزایش یافته و تعداد انواع ژنتیکی شناسایی‌شده به ۶۹۷ نوع در ۴۲۳ مکان ژنی رسیده است. در مطالعه‌ای جداگانه دربارهٔ نسبت‌های بدنی با استفاده از نسبت قد نشسته، گزارش شده که این ۶۹۷ نوع را می‌توان به سه دسته خاص تقسیم کرد: (۱) انواعی که عمدتاً طول پاها را تعیین می‌کنند، (۲) انواعی که عمدتاً طول ستون فقرات و سر را تعیین می‌کنند، یا (۳) انواعی که اندازه کلی بدن را تحت تأثیر قرار می‌دهند. این داده‌ها بینش‌هایی دربارهٔ مکانیسم‌های زیستی چگونگی تأثیر این ۶۹۷ نوع ژنتیکی بر قد کلی ارائه می‌دهند. این مکان‌های ژنی نه تنها قد، بلکه ویژگی‌ها یا خصوصیات دیگر را نیز تعیین می‌کنند. به عنوان مثال، ۴ مورد از ۷ مکان ژنی شناسایی‌شده برای حجم داخل جمجمه‌ای قبلاً برای قد انسان کشف شده بودند.
قد، مانند سایر صفات فنوتیپی، توسط ترکیبی از ژنتیک و عوامل محیطی تعیین می‌شود. قد کودک بر اساس قد والدین تحت تأثیر برگشت به میانگین است، بنابراین والدین بسیار بلند یا بسیار کوتاه به احتمال زیاد فرزندانی به ترتیب بلندتر یا کوتاه‌تر خواهند داشت، اما فرزندانشان نیز به احتمال زیاد به میانگین قد نزدیک‌تر خواهند بود تا خود والدین. پتانسیل ژنتیکی و چندین هورمون، به جز بیماری، تعیین‌کننده‌های اصلی قد هستند. عوامل دیگر شامل پاسخ ژنتیکی به عوامل خارجی مانند رژیم غذایی، ورزش، محیط و شرایط زندگی است.

### اثرات محیطی و اپی‌ژنتیکی
تأثیر محیط بر قد در مطالعاتی که توسط انسان‌شناس باری بوگین و همکارانش روی کودکان مایای گواتمالا ساکن ایالات متحده انجام شده، نشان داده شده است. در اوایل دهه ۱۹۷۰، هنگامی که بوگین برای اولین بار به گواتمالا سفر کرد، مشاهده کرد که مردان مایای بومی به‌طور متوسط ۱۵۷ سانتی‌متر (۵ فوت و ۲ اینچ) و زنان به‌طور متوسط ۱۴۲ سانتی‌متر (۴ فوت و ۸ اینچ) قد داشتند. بوگین پس از جنگ داخلی گواتمالا، که طی آن تا یک میلیون گواتمالایی به ایالات متحده گریختند، مجموعه دیگری از اندازه‌گیری‌ها را انجام داد. او دریافت که کودکان پناهنده مایا، که بین ۶ تا ۱۲ سال سن داشتند، به‌طور قابل‌توجهی بلندتر از همتایان گواتمالایی خود بودند. تا سال ۲۰۰۰، مایاهای آمریکایی به‌طور متوسط ۱۰٫۲۴ سانتی‌متر (۴ اینچ) بلندتر از مایاهای گواتمالایی هم‌سن بودند، که عمدتاً به دلیل تغذیه بهتر و مراقبت‌های بهداشتی بود. بوگین همچنین اشاره کرد که کودکان مایای آمریکایی پاهای نسبتاً بلندتری داشتند، به‌طور متوسط ۷٫۰۲ سانتی‌متر (۲٫۸ اینچ) بلندتر از مایاهای گواتمالایی (با نسبت قد نشسته به‌طور قابل‌توجهی پایین‌تر).
مردمان نیلوتی سودان مانند شیلوک و دینکا به عنوان برخی از بلندقدترین افراد جهان توصیف شده‌اند. مردان دینکای روونگ که توسط رابرتز در سال‌های ۱۹۵۳–۱۹۵۴ بررسی شدند، به‌طور متوسط ۱۸۱ سانتی‌متر (۵ فوت و ۱۱ اینچ) و مردان شیلوک به‌طور متوسط ۱۸۲ سانتی‌متر (۶ فوت) قد داشتند. مردمان نیلوتی با پاهای بلند، بدن‌های باریک و تنه‌های کوتاه مشخص می‌شوند، که سازگاری با آب‌وهوای گرم است. با این حال، مردان دینکا و شیلوک پناهنده که در سال ۱۹۹۵ در جنوب غربی اتیوپی اندازه‌گیری شدند، به‌طور متوسط به ترتیب تنها ۱۷۶ سانتی‌متر (۵ فوت و ۹ اینچ) و ۱۷۲ سانتی‌متر (۵ فوت و ۸ اینچ) قد داشتند. همان‌طور که مطالعه اشاره می‌کند، مردمان نیلوتی «در صورت برخورداری از شرایط محیطی مناسب در کودکی و نوجوانی، می‌توانند به قد بیشتری دست یابند و ماده ژنتیکی خود را به‌طور کامل بیان کنند.» پیش از فرار، این پناهندگان به دلیل جنگ‌های داخلی پی‌درپی در کشورشان از سال ۱۹۵۵ تا کنون با محرومیت مواجه بودند.
یکی از دلایل مهم برای روند افزایش قد در بخش‌هایی از اروپا، جمعیت‌های برابرگرا هستند که تا سال ۲۰۰۴ مراقبت‌های پزشکی مناسب و تغذیه کافی به‌طور نسبتاً یکسانی توزیع شده بود. توزیع نابرابر منابع غذایی باعث می‌شود افرادی که به منابع بهتری دسترسی دارند، احتمال بیشتری برای بلندتر شدن داشته باشند، در حالی که افرادی با دسترسی کمتر به منابع شانس کمتری برای رشد قد دارند.
تغییرات در رژیم غذایی (تغذیه) و افزایش کلی کیفیت مراقبت‌های بهداشتی و استاندارد زندگی از عوامل ذکرشده در جمعیت‌های آسیایی هستند. سوءتغذیه، از جمله سوءتغذیه مزمن و حاد، شناخته شده است که باعث توقف رشد در جمعیت‌های مختلف شده است. این در کره شمالی، بخش‌هایی از آفریقا، اروپا در دوره‌های تاریخی خاص و سایر جمعیت‌ها مشاهده شده است. کشورهای در حال توسعه مانند گواتمالا نرخ‌های بالایی از توقف رشد در کودکان زیر ۵ سال دارند، به طوری که در توتونیکاپان این نرخ به ۸۲٫۲ درصد و در سطح ملی به ۴۹٫۸ درصد می‌رسد.
میانگین قد در یک ملت با کیفیت پروتئین همبستگی دارد. کشورهایی که پروتئین بیشتری به شکل گوشت، لبنیات، تخم‌مرغ و ماهی مصرف می‌کنند، معمولاً قد بلندتری دارند، در حالی که کشورهایی که پروتئین بیشتری از غلات به دست می‌آورند، معمولاً کوتاه‌تر هستند؛ بنابراین، جمعیت‌هایی با سرانه بالای دام و مصرف زیاد لبنیات عمر طولانی‌تر و قد بلندتری دارند. از نظر تاریخی، این در موارد ایالات متحده، آرژانتین، نیوزیلند و استرالیا در آغاز قرن نوزدهم دیده شده است. علاوه بر این، با در نظر گرفتن تولید و مصرف شیر و گوشت گاو، می‌توان فهمید چرا مردمان ژرمنی که خارج از امپراتوری روم زندگی می‌کردند، بلندتر از کسانی بودند که در قلب آن امپراتوری ساکن بودند.

## میانگین قد در جهان

### آمار تخمینی سال ۲۰۲۰
کشورها و مناطق بر اساس میانگین قد مردان و زنان مرتب شده‌اند:

| رتبه | کشور                                | میانگین کلی                       | میانگین مردان                      | میانگین زنان                       |
| ---- | ----------------------------------- | --------------------------------- | ---------------------------------- | ---------------------------------- |
| ۱    | هلند                                | ۱۷۷٫۱ سانتیمتر (۵ فوت ۹ ۱⁄۲ اینچ) | ۱۸۳٫۸ سانتیمتر (۶ فوت ۱⁄۲ اینچ)    | ۱۷۰٫۴ سانتیمتر (۵ فوت ۷ اینچ)      |
| ۲    | مونته‌نگرو                           | ۱۷۶٫۶ سانتیمتر (۵ فوت ۹ ۱⁄۲ اینچ) | ۱۸۳٫۳ سانتیمتر (۶ فوت ۰ اینچ)      | ۱۷۰٫۰ سانتیمتر (۵ فوت ۷ اینچ)      |
| ۳    | استونی                              | ۱۷۵٫۷ سانتیمتر (۵ فوت ۹ اینچ)     | ۱۸۲٫۸ سانتیمتر (۶ فوت ۰ اینچ)      | ۱۶۸٫۷ سانتیمتر (۵ فوت ۶ ۱⁄۲ اینچ)  |
| ۳    | دانمارک                             | ۱۷۵٫۷ سانتیمتر (۵ فوت ۹ اینچ)     | ۱۸۱٫۹ سانتیمتر (۵ فوت ۱۱ ۱⁄۲ اینچ) | ۱۶۹٫۵ سانتیمتر (۵ فوت ۶ ۱⁄۲ اینچ)  |
| ۵    | ایسلند                              | ۱۷۵٫۵ سانتیمتر (۵ فوت ۹ اینچ)     | ۱۸۲٫۱ سانتیمتر (۵ فوت ۱۱ ۱⁄۲ اینچ) | ۱۶۸٫۹ سانتیمتر (۵ فوت ۶ ۱⁄۲ اینچ)  |
| ۶    | بوسنی و هرزگوین                     | ۱۷۵٫۰ سانتیمتر (۵ فوت ۹ اینچ)     | ۱۸۲٫۵ سانتیمتر (۶ فوت ۰ اینچ)      | ۱۶۷٫۵ سانتیمتر (۵ فوت ۶ اینچ)      |
| ۶    | لتونی                               | ۱۷۵٫۰ سانتیمتر (۵ فوت ۹ اینچ)     | ۱۸۱٫۲ سانتیمتر (۵ فوت ۱۱ ۱⁄۲ اینچ) | ۱۶۸٫۸ سانتیمتر (۵ فوت ۶ ۱⁄۲ اینچ)  |
| ۸    | جمهوری چک                           | ۱۷۴٫۶ سانتیمتر (۵ فوت ۸ ۱⁄۲ اینچ) | ۱۸۱٫۲ سانتیمتر (۵ فوت ۱۱ ۱⁄۲ اینچ) | ۱۶۸٫۰ سانتیمتر (۵ فوت ۶ اینچ)      |
| ۹    | صربستان                             | ۱۷۴٫۵ سانتیمتر (۵ فوت ۸ ۱⁄۲ اینچ) | ۱۸۰٫۷ سانتیمتر (۵ فوت ۱۱ اینچ)     | ۱۶۸٫۳ سانتیمتر (۵ فوت ۶ ۱⁄۲ اینچ)  |
| ۱۰   | لیتوانی                             | ۱۷۴٫۱ سانتیمتر (۵ فوت ۸ ۱⁄۲ اینچ) | ۱۸۰٫۷ سانتیمتر (۵ فوت ۱۱ اینچ)     | ۱۶۷٫۶ سانتیمتر (۵ فوت ۶ اینچ)      |
| ۱۰   | اسلوونی                             | ۱۷۴٫۱ سانتیمتر (۵ فوت ۸ ۱⁄۲ اینچ) | ۱۸۱٫۰ سانتیمتر (۵ فوت ۱۱ ۱⁄۲ اینچ) | ۱۶۷٫۲ سانتیمتر (۵ فوت ۶ اینچ)      |
| ۱۲   | اسلواکی                             | ۱۷۴٫۰ سانتیمتر (۵ فوت ۸ ۱⁄۲ اینچ) | ۱۸۱٫۰ سانتیمتر (۵ فوت ۱۱ ۱⁄۲ اینچ) | ۱۶۷٫۱ سانتیمتر (۵ فوت ۶ اینچ)      |
| ۱۳   | کرواسی                              | ۱۷۳٫۸ سانتیمتر (۵ فوت ۸ ۱⁄۲ اینچ) | ۱۸۰٫۸ سانتیمتر (۵ فوت ۱۱ اینچ)     | ۱۶۶٫۸ سانتیمتر (۵ فوت ۵ ۱⁄۲ اینچ)  |
| ۱۳   | اوکراین                             | ۱۷۳٫۸ سانتیمتر (۵ فوت ۸ ۱⁄۲ اینچ) | ۱۸۱٫۰ سانتیمتر (۵ فوت ۱۱ ۱⁄۲ اینچ) | ۱۶۶٫۶ سانتیمتر (۵ فوت ۵ ۱⁄۲ اینچ)  |
| ۱۵   | سوئد                                | ۱۷۳٫۶ سانتیمتر (۵ فوت ۸ ۱⁄۲ اینچ) | ۱۸۰٫۵ سانتیمتر (۵ فوت ۱۱ اینچ)     | ۱۶۶٫۷ سانتیمتر (۵ فوت ۵ ۱⁄۲ اینچ)  |
| ۱۶   | دومینیکا                            | ۱۷۳٫۵ سانتیمتر (۵ فوت ۸ ۱⁄۲ اینچ) | ۱۸۰٫۲ سانتیمتر (۵ فوت ۱۱ اینچ)     | ۱۶۶٫۹ سانتیمتر (۵ فوت ۵ ۱⁄۲ اینچ)  |
| ۱۶   | فنلاند                              | ۱۷۳٫۵ سانتیمتر (۵ فوت ۸ ۱⁄۲ اینچ) | ۱۸۰٫۶ سانتیمتر (۵ فوت ۱۱ اینچ)     | ۱۶۶٫۵ سانتیمتر (۵ فوت ۵ ۱⁄۲ اینچ)  |
| ۱۸   | نروژ                                | ۱۷۳٫۴ سانتیمتر (۵ فوت ۸ ۱⁄۲ اینچ) | ۱۸۰٫۵ سانتیمتر (۵ فوت ۱۱ اینچ)     | ۱۶۶٫۴ سانتیمتر (۵ فوت ۵ ۱⁄۲ اینچ)  |
| ۱۹   | آلمان                               | ۱۷۳٫۲ سانتیمتر (۵ فوت ۸ اینچ)     | ۱۸۰٫۳ سانتیمتر (۵ فوت ۱۱ اینچ)     | ۱۶۶٫۲ سانتیمتر (۵ فوت ۵ ۱⁄۲ اینچ)  |
| ۱۹   | لهستان                              | ۱۷۳٫۲ سانتیمتر (۵ فوت ۸ اینچ)     | ۱۸۰٫۷ سانتیمتر (۵ فوت ۱۱ اینچ)     | ۱۶۵٫۸ سانتیمتر (۵ فوت ۵ ۱⁄۲ اینچ)  |
| ۲۱   | برمودا (بریتانیا)                   | ۱۷۲٫۹ سانتیمتر (۵ فوت ۸ اینچ)     | ۱۷۹٫۷ سانتیمتر (۵ فوت ۱۰ ۱⁄۲ اینچ) | ۱۶۶٫۱ سانتیمتر (۵ فوت ۵ ۱⁄۲ اینچ)  |
| ۲۲   | بلاروس                              | ۱۷۲٫۸ سانتیمتر (۵ فوت ۸ اینچ)     | ۱۷۸٫۷ سانتیمتر (۵ فوت ۱۰ ۱⁄۲ اینچ) | ۱۶۶٫۹ سانتیمتر (۵ فوت ۵ ۱⁄۲ اینچ)  |
| ۲۲   | جزایر کوک                           | ۱۷۲٫۸ سانتیمتر (۵ فوت ۸ اینچ)     | ۱۷۸٫۳ سانتیمتر (۵ فوت ۱۰ اینچ)     | ۱۶۷٫۳ سانتیمتر (۵ فوت ۶ اینچ)      |
| ۲۴   | اتریش                               | ۱۷۲٫۷ سانتیمتر (۵ فوت ۸ اینچ)     | ۱۷۸٫۵ سانتیمتر (۵ فوت ۱۰ ۱⁄۲ اینچ) | ۱۶۶٫۹ سانتیمتر (۵ فوت ۵ ۱⁄۲ اینچ)  |
| ۲۵   | کوزوو                               | ۱۷۲٫۶ سانتیمتر (۵ فوت ۸ اینچ)     | ۱۷۹٫۵ سانتیمتر (۵ فوت ۱۰ ۱⁄۲ اینچ) | ۱۶۵٫۷ سانتیمتر (۵ فوت ۵ اینچ)      |
| ۲۶   | یونان                               | ۱۷۲٫۵ سانتیمتر (۵ فوت ۸ اینچ)     | ۱۷۹٫۳ سانتیمتر (۵ فوت ۱۰ ۱⁄۲ اینچ) | ۱۶۵٫۸ سانتیمتر (۵ فوت ۵ ۱⁄۲ اینچ)  |
| ۲۷   | پلی‌نزی فرانسه (فرانسه)              | ۱۷۲٫۴ سانتیمتر (۵ فوت ۸ اینچ)     | ۱۷۸٫۳ سانتیمتر (۵ فوت ۱۰ اینچ)     | ۱۶۶٫۵ سانتیمتر (۵ فوت ۵ ۱⁄۲ اینچ)  |
| ۲۸   | ساموای آمریکا (ایالات متحده آمریکا) | ۱۷۲٫۳ سانتیمتر (۵ فوت ۸ اینچ)     | ۱۷۷٫۱ سانتیمتر (۵ فوت ۹ ۱⁄۲ اینچ)  | ۱۶۷٫۶ سانتیمتر (۵ فوت ۶ اینچ)      |
| ۲۸   | گرنادا                              | ۱۷۲٫۳ سانتیمتر (۵ فوت ۸ اینچ)     | ۱۷۸٫۷ سانتیمتر (۵ فوت ۱۰ ۱⁄۲ اینچ) | ۱۶۶٫۰ سانتیمتر (۵ فوت ۵ ۱⁄۲ اینچ)  |
| ۳۰   | آنتیگوآ و باربودا                   | ۱۷۲٫۲ سانتیمتر (۵ فوت ۸ اینچ)     | ۱۷۸٫۸ سانتیمتر (۵ فوت ۱۰ ۱⁄۲ اینچ) | ۱۶۵٫۷ سانتیمتر (۵ فوت ۵ اینچ)      |
| ۳۱   | آندورا                              | ۱۷۲٫۱ سانتیمتر (۵ فوت ۸ اینچ)     | ۱۷۸٫۸ سانتیمتر (۵ فوت ۱۰ ۱⁄۲ اینچ) | ۱۶۵٫۵ سانتیمتر (۵ فوت ۵ اینچ)      |
| ۳۱   | نیووی                               | ۱۷۲٫۱ سانتیمتر (۵ فوت ۸ اینچ)     | ۱۷۷٫۲ سانتیمتر (۵ فوت ۱۰ اینچ)     | ۱۶۷٫۰ سانتیمتر (۵ فوت ۵ ۱⁄۲ اینچ)  |
| ۳۳   | لوکزامبورگ                          | ۱۷۱٫۸ سانتیمتر (۵ فوت ۷ ۱⁄۲ اینچ) | ۱۷۸٫۵ سانتیمتر (۵ فوت ۱۰ ۱⁄۲ اینچ) | ۱۶۵٫۱ سانتیمتر (۵ فوت ۵ اینچ)      |
| ۳۴   | استرالیا                            | ۱۷۱٫۷ سانتیمتر (۵ فوت ۷ ۱⁄۲ اینچ) | ۱۷۸٫۸ سانتیمتر (۵ فوت ۱۰ ۱⁄۲ اینچ) | ۱۶۴٫۷ سانتیمتر (۵ فوت ۵ اینچ)      |
| ۳۴   | جمهوری ایرلند                       | ۱۷۱٫۷ سانتیمتر (۵ فوت ۷ ۱⁄۲ اینچ) | ۱۷۹٫۰ سانتیمتر (۵ فوت ۱۰ ۱⁄۲ اینچ) | ۱۶۴٫۵ سانتیمتر (۵ فوت ۵ اینچ)      |
| ۳۴   | کانادا                              | ۱۷۱٫۷ سانتیمتر (۵ فوت ۷ ۱⁄۲ اینچ) | ۱۷۸٫۷ سانتیمتر (۵ فوت ۱۰ ۱⁄۲ اینچ) | ۱۶۴٫۷ سانتیمتر (۵ فوت ۵ اینچ)      |
| ۳۷   | فرانسه                              | ۱۷۱٫۵ سانتیمتر (۵ فوت ۷ ۱⁄۲ اینچ) | ۱۷۸٫۶ سانتیمتر (۵ فوت ۱۰ ۱⁄۲ اینچ) | ۱۶۴٫۵ سانتیمتر (۵ فوت ۵ اینچ)      |
| ۳۷   | سوئیس                               | ۱۷۱٫۵ سانتیمتر (۵ فوت ۷ ۱⁄۲ اینچ) | ۱۷۸٫۷ سانتیمتر (۵ فوت ۱۰ ۱⁄۲ اینچ) | ۱۶۴٫۳ سانتیمتر (۵ فوت ۴ ۱⁄۲ اینچ)  |
| ۳۹   | سنت وینسنت و گرنادین‌ها              | ۱۷۱٫۴ سانتیمتر (۵ فوت ۷ ۱⁄۲ اینچ) | ۱۷۷٫۵ سانتیمتر (۵ فوت ۱۰ اینچ)     | ۱۶۵٫۳ سانتیمتر (۵ فوت ۵ اینچ)      |
| ۴۰   | باربادوس                            | ۱۷۱٫۳ سانتیمتر (۵ فوت ۷ ۱⁄۲ اینچ) | ۱۷۷٫۰ سانتیمتر (۵ فوت ۹ ۱⁄۲ اینچ)  | ۱۶۵٫۷ سانتیمتر (۵ فوت ۵ اینچ)      |
| ۴۰   | لبنان                               | ۱۷۱٫۳ سانتیمتر (۵ فوت ۷ ۱⁄۲ اینچ) | ۱۷۹٫۰ سانتیمتر (۵ فوت ۱۰ ۱⁄۲ اینچ) | ۱۶۳٫۷ سانتیمتر (۵ فوت ۴ ۱⁄۲ اینچ)  |
| ۴۰   | پورتوریکو (ایالات متحده آمریکا)     | ۱۷۱٫۳ سانتیمتر (۵ فوت ۷ ۱⁄۲ اینچ) | ۱۷۹٫۵ سانتیمتر (۵ فوت ۱۰ ۱⁄۲ اینچ) | ۱۶۳٫۱ سانتیمتر (۵ فوت ۴ اینچ)      |
| ۴۳   | بلژیک                               | ۱۷۱٫۲ سانتیمتر (۵ فوت ۷ ۱⁄۲ اینچ) | ۱۷۹٫۱ سانتیمتر (۵ فوت ۱۰ ۱⁄۲ اینچ) | ۱۶۳٫۴ سانتیمتر (۵ فوت ۴ ۱⁄۲ اینچ)  |
| ۴۳   | رومانی                              | ۱۷۱٫۲ سانتیمتر (۵ فوت ۷ ۱⁄۲ اینچ) | ۱۷۷٫۸ سانتیمتر (۵ فوت ۱۰ اینچ)     | ۱۶۴٫۷ سانتیمتر (۵ فوت ۵ اینچ)      |
| ۴۳   | نیوزیلند                            | ۱۷۱٫۲ سانتیمتر (۵ فوت ۷ ۱⁄۲ اینچ) | ۱۷۷٫۷ سانتیمتر (۵ فوت ۱۰ اینچ)     | ۱۶۴٫۷ سانتیمتر (۵ فوت ۵ اینچ)      |
| ۴۶   | توکلائو (نیوزیلند)                  | ۱۷۱٫۱ سانتیمتر (۵ فوت ۷ ۱⁄۲ اینچ) | ۱۷۶٫۱ سانتیمتر (۵ فوت ۹ ۱⁄۲ اینچ)  | ۱۶۶٫۱ سانتیمتر (۵ فوت ۵ ۱⁄۲ اینچ)  |
| ۴۷   | بریتانیا                            | ۱۷۱٫۰ سانتیمتر (۵ فوت ۷ ۱⁄۲ اینچ) | ۱۷۸٫۲ سانتیمتر (۵ فوت ۱۰ اینچ)     | ۱۶۳٫۹ سانتیمتر (۵ فوت ۴ ۱⁄۲ اینچ)  |
| ۴۸   | سنت لوسیا                           | ۱۷۰٫۹ سانتیمتر (۵ فوت ۷ ۱⁄۲ اینچ) | ۱۷۶٫۴ سانتیمتر (۵ فوت ۹ ۱⁄۲ اینچ)  | ۱۶۵٫۵ سانتیمتر (۵ فوت ۵ اینچ)      |
| ۴۹   | جامائیکا                            | ۱۷۰٫۶ سانتیمتر (۵ فوت ۷ اینچ)     | ۱۷۷٫۰ سانتیمتر (۵ فوت ۹ ۱⁄۲ اینچ)  | ۱۶۴٫۳ سانتیمتر (۵ فوت ۴ ۱⁄۲ اینچ)  |
| ۴۹   | تونگا                               | ۱۷۰٫۶ سانتیمتر (۵ فوت ۷ اینچ)     | ۱۷۵٫۱ سانتیمتر (۵ فوت ۹ اینچ)      | ۱۶۶٫۱ سانتیمتر (۵ فوت ۵ ۱⁄۲ اینچ)  |
| ۵۱   | روسیه                               | ۱۷۰٫۵ سانتیمتر (۵ فوت ۷ اینچ)     | ۱۷۶٫۶ سانتیمتر (۵ فوت ۹ ۱⁄۲ اینچ)  | ۱۶۴٫۵ سانتیمتر (۵ فوت ۵ اینچ)      |
| ۵۲   | ایالات متحده آمریکا                 | ۱۷۰٫۱ سانتیمتر (۵ فوت ۷ اینچ)     | ۱۷۶٫۹ سانتیمتر (۵ فوت ۹ ۱⁄۲ اینچ)  | ۱۶۳٫۳ سانتیمتر (۵ فوت ۴ ۱⁄۲ اینچ)  |
| ۵۳   | سنگال                               | ۱۷۰٫۰ سانتیمتر (۵ فوت ۷ اینچ)     | ۱۷۶٫۲ سانتیمتر (۵ فوت ۹ ۱⁄۲ اینچ)  | ۱۶۳٫۹ سانتیمتر (۵ فوت ۴ ۱⁄۲ اینچ)  |
| ۵۴   | کیپ ورد                             | ۱۶۹٫۷ سانتیمتر (۵ فوت ۷ اینچ)     | ۱۷۶٫۳ سانتیمتر (۵ فوت ۹ ۱⁄۲ اینچ)  | ۱۶۳٫۱ سانتیمتر (۵ فوت ۴ اینچ)      |
| ۵۴   | ترینیداد و توباگو                   | ۱۶۹٫۷ سانتیمتر (۵ فوت ۷ اینچ)     | ۱۷۶٫۰ سانتیمتر (۵ فوت ۹ ۱⁄۲ اینچ)  | ۱۶۳٫۴ سانتیمتر (۵ فوت ۴ ۱⁄۲ اینچ)  |
| ۵۶   | چین                                 | ۱۶۹٫۶ سانتیمتر (۵ فوت ۷ اینچ)     | ۱۷۵٫۷ سانتیمتر (۵ فوت ۹ اینچ)      | ۱۶۳٫۵ سانتیمتر (۵ فوت ۴ ۱⁄۲ اینچ)  |
| ۵۶   | گرجستان                             | ۱۶۹٫۶ سانتیمتر (۵ فوت ۷ اینچ)     | ۱۷۶٫۰ سانتیمتر (۵ فوت ۹ ۱⁄۲ اینچ)  | ۱۶۳٫۲ سانتیمتر (۵ فوت ۴ ۱⁄۲ اینچ)  |
| ۵۸   | مجارستان                            | ۱۶۹٫۵ سانتیمتر (۵ فوت ۶ ۱⁄۲ اینچ) | ۱۷۶٫۶ سانتیمتر (۵ فوت ۹ ۱⁄۲ اینچ)  | ۱۶۲٫۵ سانتیمتر (۵ فوت ۴ اینچ)      |
| ۵۸   | لیبی                                | ۱۶۹٫۵ سانتیمتر (۵ فوت ۶ ۱⁄۲ اینچ) | ۱۷۶٫۴ سانتیمتر (۵ فوت ۹ ۱⁄۲ اینچ)  | ۱۶۲٫۶ سانتیمتر (۵ فوت ۴ اینچ)      |
| ۶۰   | بلغارستان                           | ۱۶۹٫۴ سانتیمتر (۵ فوت ۶ ۱⁄۲ اینچ) | ۱۷۴٫۲ سانتیمتر (۵ فوت ۸ ۱⁄۲ اینچ)  | ۱۶۴٫۶ سانتیمتر (۵ فوت ۵ اینچ)      |
| ۶۱   | کره جنوبی                           | ۱۶۹٫۳ سانتیمتر (۵ فوت ۶ ۱⁄۲ اینچ) | ۱۷۵٫۵ سانتیمتر (۵ فوت ۹ اینچ)      | ۱۶۳٫۲ سانتیمتر (۵ فوت ۴ ۱⁄۲ اینچ)  |
| ۶۱   | مولدووا                             | ۱۶۹٫۳ سانتیمتر (۵ فوت ۶ ۱⁄۲ اینچ) | ۱۷۵٫۶ سانتیمتر (۵ فوت ۹ اینچ)      | ۱۶۳٫۰ سانتیمتر (۵ فوت ۴ اینچ)      |
| ۶۱   | تونس                                | ۱۶۹٫۳ سانتیمتر (۵ فوت ۶ ۱⁄۲ اینچ) | ۱۷۶٫۹ سانتیمتر (۵ فوت ۹ ۱⁄۲ اینچ)  | ۱۶۱٫۷ سانتیمتر (۵ فوت ۳ ۱⁄۲ اینچ)  |
| ۶۴   | سیشل                                | ۱۶۹٫۲ سانتیمتر (۵ فوت ۶ ۱⁄۲ اینچ) | ۱۷۵٫۹ سانتیمتر (۵ فوت ۹ ۱⁄۲ اینچ)  | ۱۶۲٫۵ سانتیمتر (۵ فوت ۴ اینچ)      |
| ۶۵   | فیجی                                | ۱۶۹٫۱ سانتیمتر (۵ فوت ۶ ۱⁄۲ اینچ) | ۱۷۴٫۰ سانتیمتر (۵ فوت ۸ ۱⁄۲ اینچ)  | ۱۶۴٫۳ سانتیمتر (۵ فوت ۴ ۱⁄۲ اینچ)  |
| ۶۵   | اسرائیل                             | ۱۶۹٫۱ سانتیمتر (۵ فوت ۶ ۱⁄۲ اینچ) | ۱۷۶٫۰ سانتیمتر (۵ فوت ۹ ۱⁄۲ اینچ)  | ۱۶۲٫۲ سانتیمتر (۵ فوت ۴ اینچ)      |
| ۶۵   | ساموآ                               | ۱۶۹٫۱ سانتیمتر (۵ فوت ۶ ۱⁄۲ اینچ) | ۱۷۴٫۴ سانتیمتر (۵ فوت ۸ ۱⁄۲ اینچ)  | ۱۶۳٫۸ سانتیمتر (۵ فوت ۴ ۱⁄۲ اینچ)  |
| ۶۵   | ترکیه                               | ۱۶۹٫۱ سانتیمتر (۵ فوت ۶ ۱⁄۲ اینچ) | ۱۷۶٫۴ سانتیمتر (۵ فوت ۹ ۱⁄۲ اینچ)  | ۱۶۱٫۸ سانتیمتر (۵ فوت ۳ ۱⁄۲ اینچ)  |
| ۶۹   | برزیل                               | ۱۶۹٫۰ سانتیمتر (۵ فوت ۶ ۱⁄۲ اینچ) | ۱۷۵٫۷ سانتیمتر (۵ فوت ۹ اینچ)      | ۱۶۲٫۴ سانتیمتر (۵ فوت ۴ اینچ)      |
| ۶۹   | اسپانیا                             | ۱۶۹٫۰ سانتیمتر (۵ فوت ۶ ۱⁄۲ اینچ) | ۱۷۶٫۱ سانتیمتر (۵ فوت ۹ ۱⁄۲ اینچ)  | ۱۶۲٫۰ سانتیمتر (۵ فوت ۴ اینچ)      |
| ۷۱   | باهاما                              | ۱۶۸٫۹ سانتیمتر (۵ فوت ۶ ۱⁄۲ اینچ) | ۱۷۴٫۴ سانتیمتر (۵ فوت ۸ ۱⁄۲ اینچ)  | ۱۶۳٫۵ سانتیمتر (۵ فوت ۴ ۱⁄۲ اینچ)  |
| ۷۲   | مراکش                               | ۱۶۸٫۸ سانتیمتر (۵ فوت ۶ ۱⁄۲ اینچ) | ۱۷۶٫۴ سانتیمتر (۵ فوت ۹ ۱⁄۲ اینچ)  | ۱۶۱٫۲ سانتیمتر (۵ فوت ۳ ۱⁄۲ اینچ)  |
| ۷۳   | مالت                                | ۱۶۸٫۷ سانتیمتر (۵ فوت ۶ ۱⁄۲ اینچ) | ۱۷۴٫۴ سانتیمتر (۵ فوت ۸ ۱⁄۲ اینچ)  | ۱۶۳٫۰ سانتیمتر (۵ فوت ۴ اینچ)      |
| ۷۴   | الجزایر                             | ۱۶۸٫۶ سانتیمتر (۵ فوت ۶ ۱⁄۲ اینچ) | ۱۷۵٫۰ سانتیمتر (۵ فوت ۹ اینچ)      | ۱۶۲٫۳ سانتیمتر (۵ فوت ۴ اینچ)      |
| ۷۴   | مقدونیه شمالی                       | ۱۶۸٫۶ سانتیمتر (۵ فوت ۶ ۱⁄۲ اینچ) | ۱۷۶٫۴ سانتیمتر (۵ فوت ۹ ۱⁄۲ اینچ)  | ۱۶۰٫۹ سانتیمتر (۵ فوت ۳ ۱⁄۲ اینچ)  |
| ۷۴   | قزاقستان                            | ۱۶۸٫۶ سانتیمتر (۵ فوت ۶ ۱⁄۲ اینچ) | ۱۷۵٫۵ سانتیمتر (۵ فوت ۹ اینچ)      | ۱۶۱٫۷ سانتیمتر (۵ فوت ۳ ۱⁄۲ اینچ)  |
| ۷۴   | ترکمنستان                           | ۱۶۸٫۶ سانتیمتر (۵ فوت ۶ ۱⁄۲ اینچ) | ۱۷۴٫۴ سانتیمتر (۵ فوت ۸ ۱⁄۲ اینچ)  | ۱۶۲٫۸ سانتیمتر (۵ فوت ۴ اینچ)      |
| ۷۸   | مالی                                | ۱۶۸٫۵ سانتیمتر (۵ فوت ۶ ۱⁄۲ اینچ) | ۱۷۵٫۰ سانتیمتر (۵ فوت ۹ اینچ)      | ۱۶۲٫۰ سانتیمتر (۵ فوت ۴ اینچ)      |
| ۷۹   | ایران                               | ۱۶۸٫۴ سانتیمتر (۵ فوت ۶ ۱⁄۲ اینچ) | ۱۷۵٫۶ سانتیمتر (۵ فوت ۹ اینچ)      | ۱۶۱٫۲ سانتیمتر (۵ فوت ۳ ۱⁄۲ اینچ)  |
| ۷۹   | سورینام                             | ۱۶۸٫۴ سانتیمتر (۵ فوت ۶ ۱⁄۲ اینچ) | ۱۷۴٫۵ سانتیمتر (۵ فوت ۸ ۱⁄۲ اینچ)  | ۱۶۲٫۳ سانتیمتر (۵ فوت ۴ اینچ)      |
| ۸۱   | سنت کیتس و نویس                     | ۱۶۸٫۲ سانتیمتر (۵ فوت ۶ اینچ)     | ۱۷۳٫۷ سانتیمتر (۵ فوت ۸ ۱⁄۲ اینچ)  | ۱۶۲٫۸ سانتیمتر (۵ فوت ۴ اینچ)      |
| ۸۲   | آلبانی                              | ۱۶۸٫۱ سانتیمتر (۵ فوت ۶ اینچ)     | ۱۷۴٫۱ سانتیمتر (۵ فوت ۸ ۱⁄۲ اینچ)  | ۱۶۲٫۲ سانتیمتر (۵ فوت ۴ اینچ)      |
| ۸۲   | تشکیلات خودگردان فلسطین             | ۱۶۸٫۱ سانتیمتر (۵ فوت ۶ اینچ)     | ۱۷۵٫۰ سانتیمتر (۵ فوت ۹ اینچ)      | ۱۶۱٫۳ سانتیمتر (۵ فوت ۳ ۱⁄۲ اینچ)  |
| ۸۲   | ایتالیا                             | ۱۶۸٫۱ سانتیمتر (۵ فوت ۶ اینچ)     | ۱۷۴٫۴ سانتیمتر (۵ فوت ۸ ۱⁄۲ اینچ)  | ۱۶۱٫۸ سانتیمتر (۵ فوت ۳ ۱⁄۲ اینچ)  |
| ۸۵   | آرژانتین                            | ۱۶۸٫۰ سانتیمتر (۵ فوت ۶ اینچ)     | ۱۷۴٫۸ سانتیمتر (۵ فوت ۹ اینچ)      | ۱۶۱٫۲ سانتیمتر (۵ فوت ۳ ۱⁄۲ اینچ)  |
| ۸۶   | کره شمالی                           | ۱۶۷٫۹ سانتیمتر (۵ فوت ۶ اینچ)     | ۱۷۴٫۷ سانتیمتر (۵ فوت ۹ اینچ)      | ۱۶۱٫۲ سانتیمتر (۵ فوت ۳ ۱⁄۲ اینچ)  |
| ۸۶   | اروگوئه                             | ۱۶۷٫۹ سانتیمتر (۵ فوت ۶ اینچ)     | ۱۷۴٫۳ سانتیمتر (۵ فوت ۸ ۱⁄۲ اینچ)  | ۱۶۱٫۶ سانتیمتر (۵ فوت ۳ ۱⁄۲ اینچ)  |
| ۸۶   | جمهوری دومینیکن                     | ۱۶۷٫۹ سانتیمتر (۵ فوت ۶ اینچ)     | ۱۷۴٫۶ سانتیمتر (۵ فوت ۸ ۱⁄۲ اینچ)  | ۱۶۱٫۲ سانتیمتر (۵ فوت ۳ ۱⁄۲ اینچ)  |
| ۸۹   | پرتغال                              | ۱۶۷٫۸ سانتیمتر (۵ فوت ۶ اینچ)     | ۱۷۴٫۴ سانتیمتر (۵ فوت ۸ ۱⁄۲ اینچ)  | ۱۶۱٫۲ سانتیمتر (۵ فوت ۳ ۱⁄۲ اینچ)  |
| ۹۰   | مصر                                 | ۱۶۷٫۷ سانتیمتر (۵ فوت ۶ اینچ)     | ۱۷۴٫۶ سانتیمتر (۵ فوت ۸ ۱⁄۲ اینچ)  | ۱۶۰٫۹ سانتیمتر (۵ فوت ۳ ۱⁄۲ اینچ)  |
| ۹۰   | جمهوری آذربایجان                    | ۱۶۷٫۷ سانتیمتر (۵ فوت ۶ اینچ)     | ۱۷۴٫۰ سانتیمتر (۵ فوت ۸ ۱⁄۲ اینچ)  | ۱۶۱٫۴ سانتیمتر (۵ فوت ۳ ۱⁄۲ اینچ)  |
| ۹۰   | هنگ کنگ (چین)                       | ۱۶۷٫۷ سانتیمتر (۵ فوت ۶ اینچ)     | ۱۷۴٫۸ سانتیمتر (۵ فوت ۹ اینچ)      | ۱۶۰٫۶ سانتیمتر (۵ فوت ۳ اینچ)      |
| ۹۳   | بوتسوانا                            | ۱۶۷٫۶ سانتیمتر (۵ فوت ۶ اینچ)     | ۱۷۳٫۲ سانتیمتر (۵ فوت ۸ اینچ)      | ۱۶۲٫۱ سانتیمتر (۵ فوت ۴ اینچ)      |
| ۹۳   | گرینلند (دانمارک)                   | ۱۶۷٫۶ سانتیمتر (۵ فوت ۶ اینچ)     | ۱۷۳٫۸ سانتیمتر (۵ فوت ۸ ۱⁄۲ اینچ)  | ۱۶۱٫۴ سانتیمتر (۵ فوت ۳ ۱⁄۲ اینچ)  |
| ۹۵   | کویت                                | ۱۶۷٫۵ سانتیمتر (۵ فوت ۶ اینچ)     | ۱۷۵٫۰ سانتیمتر (۵ فوت ۹ اینچ)      | ۱۶۰٫۱ سانتیمتر (۵ فوت ۳ اینچ)      |
| ۹۶   | تووالو                              | ۱۶۷٫۴ سانتیمتر (۵ فوت ۶ اینچ)     | ۱۷۱٫۳ سانتیمتر (۵ فوت ۷ ۱⁄۲ اینچ)  | ۱۶۳٫۶ سانتیمتر (۵ فوت ۴ ۱⁄۲ اینچ)  |
| ۹۶   | سنگاپور                             | ۱۶۷٫۴ سانتیمتر (۵ فوت ۶ اینچ)     | ۱۷۳٫۵ سانتیمتر (۵ فوت ۸ ۱⁄۲ اینچ)  | ۱۶۱٫۳ سانتیمتر (۵ فوت ۳ ۱⁄۲ اینچ)  |
| ۹۸   | امارات متحده عربی                   | ۱۶۷٫۳ سانتیمتر (۵ فوت ۶ اینچ)     | ۱۷۴٫۱ سانتیمتر (۵ فوت ۸ ۱⁄۲ اینچ)  | ۱۶۰٫۵ سانتیمتر (۵ فوت ۳ اینچ)      |
| ۹۹   | کاستاریکا                           | ۱۶۷٫۲ سانتیمتر (۵ فوت ۶ اینچ)     | ۱۷۴٫۰ سانتیمتر (۵ فوت ۸ ۱⁄۲ اینچ)  | ۱۶۰٫۴ سانتیمتر (۵ فوت ۳ اینچ)      |
| ۱۰۰  | اردن                                | ۱۶۷٫۱ سانتیمتر (۵ فوت ۶ اینچ)     | ۱۷۴٫۸ سانتیمتر (۵ فوت ۹ اینچ)      | ۱۵۹٫۵ سانتیمتر (۵ فوت ۳ اینچ)      |
| ۱۰۰  | تایوان                              | ۱۶۷٫۱ سانتیمتر (۵ فوت ۶ اینچ)     | ۱۷۳٫۵ سانتیمتر (۵ فوت ۸ ۱⁄۲ اینچ)  | ۱۶۰٫۷ سانتیمتر (۵ فوت ۳ ۱⁄۲ اینچ)  |
| ۱۰۲  | قطر                                 | ۱۶۷٫۰ سانتیمتر (۵ فوت ۵ ۱⁄۲ اینچ) | ۱۷۳٫۳ سانتیمتر (۵ فوت ۸ اینچ)      | ۱۶۰٫۷ سانتیمتر (۵ فوت ۳ ۱⁄۲ اینچ)  |
| ۱۰۳  | چاد                                 | ۱۶۶٫۹ سانتیمتر (۵ فوت ۵ ۱⁄۲ اینچ) | ۱۷۱٫۸ سانتیمتر (۵ فوت ۷ ۱⁄۲ اینچ)  | ۱۶۲٫۱ سانتیمتر (۵ فوت ۴ اینچ)      |
| ۱۰۴  | کوبا                                | ۱۶۶٫۸ سانتیمتر (۵ فوت ۵ ۱⁄۲ اینچ) | ۱۷۳٫۶ سانتیمتر (۵ فوت ۸ ۱⁄۲ اینچ)  | ۱۶۰٫۱ سانتیمتر (۵ فوت ۳ اینچ)      |
| ۱۰۴  | ارمنستان                            | ۱۶۶٫۸ سانتیمتر (۵ فوت ۵ ۱⁄۲ اینچ) | ۱۷۳٫۷ سانتیمتر (۵ فوت ۸ ۱⁄۲ اینچ)  | ۱۵۹٫۹ سانتیمتر (۵ فوت ۳ اینچ)      |
| ۱۰۴  | پاراگوئه                            | ۱۶۶٫۸ سانتیمتر (۵ فوت ۵ ۱⁄۲ اینچ) | ۱۷۳٫۸ سانتیمتر (۵ فوت ۸ ۱⁄۲ اینچ)  | ۱۵۹٫۸ سانتیمتر (۵ فوت ۳ اینچ)      |
| ۱۰۷  | ونزوئلا                             | ۱۶۶٫۷ سانتیمتر (۵ فوت ۵ ۱⁄۲ اینچ) | ۱۷۳٫۵ سانتیمتر (۵ فوت ۸ ۱⁄۲ اینچ)  | ۱۶۰٫۰ سانتیمتر (۵ فوت ۳ اینچ)      |
| ۱۰۸  | قبرس                                | ۱۶۶٫۶ سانتیمتر (۵ فوت ۵ ۱⁄۲ اینچ) | ۱۷۲٫۷ سانتیمتر (۵ فوت ۸ اینچ)      | ۱۶۰٫۶ سانتیمتر (۵ فوت ۳ اینچ)      |
| ۱۰۸  | بورکینافاسو                         | ۱۶۶٫۶ سانتیمتر (۵ فوت ۵ ۱⁄۲ اینچ) | ۱۷۱٫۹ سانتیمتر (۵ فوت ۷ ۱⁄۲ اینچ)  | ۱۶۱٫۳ سانتیمتر (۵ فوت ۳ ۱⁄۲ اینچ)  |
| ۱۱۰  | هائیتی                              | ۱۶۶٫۴ سانتیمتر (۵ فوت ۵ ۱⁄۲ اینچ) | ۱۷۲٫۲ سانتیمتر (۵ فوت ۸ اینچ)      | ۱۶۰٫۶ سانتیمتر (۵ فوت ۳ اینچ)      |
| ۱۱۱  | کامرون                              | ۱۶۶٫۲ سانتیمتر (۵ فوت ۵ ۱⁄۲ اینچ) | ۱۷۲٫۱ سانتیمتر (۵ فوت ۸ اینچ)      | ۱۶۰٫۴ سانتیمتر (۵ فوت ۳ اینچ)      |
| ۱۱۱  | عراق                                | ۱۶۶٫۲ سانتیمتر (۵ فوت ۵ ۱⁄۲ اینچ) | ۱۷۳٫۸ سانتیمتر (۵ فوت ۸ ۱⁄۲ اینچ)  | ۱۵۸٫۷ سانتیمتر (۵ فوت ۲ ۱⁄۲ اینچ)  |
| ۱۱۱  | سودان                               | ۱۶۶٫۲ سانتیمتر (۵ فوت ۵ ۱⁄۲ اینچ) | ۱۷۲٫۱ سانتیمتر (۵ فوت ۸ اینچ)      | ۱۶۰٫۴ سانتیمتر (۵ فوت ۳ اینچ)      |
| ۱۱۴  | شیلی                                | ۱۶۶٫۱ سانتیمتر (۵ فوت ۵ ۱⁄۲ اینچ) | ۱۷۲٫۹ سانتیمتر (۵ فوت ۸ اینچ)      | ۱۵۹٫۴ سانتیمتر (۵ فوت ۳ اینچ)      |
| ۱۱۵  | قرقیزستان                           | ۱۶۵٫۹ سانتیمتر (۵ فوت ۵ ۱⁄۲ اینچ) | ۱۷۱٫۷ سانتیمتر (۵ فوت ۷ ۱⁄۲ اینچ)  | ۱۶۰٫۲ سانتیمتر (۵ فوت ۳ اینچ)      |
| ۱۱۵  | موریس                               | ۱۶۵٫۹ سانتیمتر (۵ فوت ۵ ۱⁄۲ اینچ) | ۱۷۳٫۰ سانتیمتر (۵ فوت ۸ اینچ)      | ۱۵۸٫۹ سانتیمتر (۵ فوت ۲ ۱⁄۲ اینچ)  |
| ۱۱۵  | گویان                               | ۱۶۵٫۹ سانتیمتر (۵ فوت ۵ ۱⁄۲ اینچ) | ۱۷۲٫۲ سانتیمتر (۵ فوت ۸ اینچ)      | ۱۵۹٫۶ سانتیمتر (۵ فوت ۳ اینچ)      |
| ۱۱۸  | ازبکستان                            | ۱۶۵٫۶ سانتیمتر (۵ فوت ۵ اینچ)     | ۱۷۰٫۹ سانتیمتر (۵ فوت ۷ ۱⁄۲ اینچ)  | ۱۶۰٫۳ سانتیمتر (۵ فوت ۳ اینچ)      |
| ۱۱۹  | بحرین                               | ۱۶۵٫۵ سانتیمتر (۵ فوت ۵ اینچ)     | ۱۷۲٫۸ سانتیمتر (۵ فوت ۸ اینچ)      | ۱۵۸٫۳ سانتیمتر (۵ فوت ۲ ۱⁄۲ اینچ)  |
| ۱۱۹  | کیریباتی                            | ۱۶۵٫۵ سانتیمتر (۵ فوت ۵ اینچ)     | ۱۷۰٫۱ سانتیمتر (۵ فوت ۷ اینچ)      | ۱۶۱٫۰ سانتیمتر (۵ فوت ۳ ۱⁄۲ اینچ)  |
| ۱۱۹  | سومالی                              | ۱۶۵٫۵ سانتیمتر (۵ فوت ۵ اینچ)     | ۱۷۱٫۲ سانتیمتر (۵ فوت ۷ ۱⁄۲ اینچ)  | ۱۵۹٫۹ سانتیمتر (۵ فوت ۳ اینچ)      |
| ۱۱۹  | سوریه                               | ۱۶۵٫۵ سانتیمتر (۵ فوت ۵ اینچ)     | ۱۷۱٫۶ سانتیمتر (۵ فوت ۷ ۱⁄۲ اینچ)  | ۱۵۹٫۴ سانتیمتر (۵ فوت ۳ اینچ)      |
| ۱۱۹  | تایلند                              | ۱۶۵٫۵ سانتیمتر (۵ فوت ۵ اینچ)     | ۱۷۱٫۶ سانتیمتر (۵ فوت ۷ ۱⁄۲ اینچ)  | ۱۵۹٫۴ سانتیمتر (۵ فوت ۳ اینچ)      |
| ۱۲۴  | جیبوتی                              | ۱۶۵٫۳ سانتیمتر (۵ فوت ۵ اینچ)     | ۱۷۰٫۸ سانتیمتر (۵ فوت ۷ اینچ)      | ۱۵۹٫۸ سانتیمتر (۵ فوت ۳ اینچ)      |
| ۱۲۴  | ژاپن                                | ۱۶۵٫۳ سانتیمتر (۵ فوت ۵ اینچ)     | ۱۷۲٫۱ سانتیمتر (۵ فوت ۸ اینچ)      | ۱۵۸٫۵ سانتیمتر (۵ فوت ۲ ۱⁄۲ اینچ)  |
| ۱۲۴  | مغولستان                            | ۱۶۵٫۳ سانتیمتر (۵ فوت ۵ اینچ)     | ۱۷۰٫۷ سانتیمتر (۵ فوت ۷ اینچ)      | ۱۵۹٫۹ سانتیمتر (۵ فوت ۳ اینچ)      |
| ۱۲۷  | گابن                                | ۱۶۵٫۲ سانتیمتر (۵ فوت ۵ اینچ)     | ۱۷۰٫۵ سانتیمتر (۵ فوت ۷ اینچ)      | ۱۶۰٫۰ سانتیمتر (۵ فوت ۳ اینچ)      |
| ۱۲۷  | زیمبابوه                            | ۱۶۵٫۲ سانتیمتر (۵ فوت ۵ اینچ)     | ۱۷۰٫۷ سانتیمتر (۵ فوت ۷ اینچ)      | ۱۵۹٫۸ سانتیمتر (۵ فوت ۳ اینچ)      |
| ۱۲۹  | سائوتومه و پرنسیپ                   | ۱۶۵٫۱ سانتیمتر (۵ فوت ۵ اینچ)     | ۱۷۰٫۴ سانتیمتر (۵ فوت ۷ اینچ)      | ۱۵۹٫۸ سانتیمتر (۵ فوت ۳ اینچ)      |
| ۱۳۰  | گامبیا                              | ۱۶۵٫۰ سانتیمتر (۵ فوت ۵ اینچ)     | ۱۶۸٫۴ سانتیمتر (۵ فوت ۶ ۱⁄۲ اینچ)  | ۱۶۱٫۷ سانتیمتر (۵ فوت ۳ ۱⁄۲ اینچ)  |
| ۱۳۰  | نیجر                                | ۱۶۵٫۰ سانتیمتر (۵ فوت ۵ اینچ)     | ۱۷۰٫۳ سانتیمتر (۵ فوت ۷ اینچ)      | ۱۵۹٫۸ سانتیمتر (۵ فوت ۳ اینچ)      |
| ۱۳۰  | عمان                                | ۱۶۵٫۰ سانتیمتر (۵ فوت ۵ اینچ)     | ۱۷۱٫۷ سانتیمتر (۵ فوت ۷ ۱⁄۲ اینچ)  | ۱۵۸٫۴ سانتیمتر (۵ فوت ۲ ۱⁄۲ اینچ)  |
| ۱۳۰  | پالائو                              | ۱۶۵٫۰ سانتیمتر (۵ فوت ۵ اینچ)     | ۱۷۰٫۶ سانتیمتر (۵ فوت ۷ اینچ)      | ۱۵۹٫۵ سانتیمتر (۵ فوت ۳ اینچ)      |
| ۱۳۰  | نامیبیا                             | ۱۶۵٫۰ سانتیمتر (۵ فوت ۵ اینچ)     | ۱۶۹٫۷ سانتیمتر (۵ فوت ۷ اینچ)      | ۱۶۰٫۳ سانتیمتر (۵ فوت ۳ اینچ)      |
| ۱۳۰  | جمهوری کنگو                         | ۱۶۵٫۰ سانتیمتر (۵ فوت ۵ اینچ)     | ۱۷۱٫۲ سانتیمتر (۵ فوت ۷ ۱⁄۲ اینچ)  | ۱۵۸٫۸ سانتیمتر (۵ فوت ۲ ۱⁄۲ اینچ)  |
| ۱۳۶  | کلمبیا                              | ۱۶۴٫۹ سانتیمتر (۵ فوت ۵ اینچ)     | ۱۷۱٫۹ سانتیمتر (۵ فوت ۷ ۱⁄۲ اینچ)  | ۱۵۸٫۰ سانتیمتر (۵ فوت ۲ اینچ)      |
| ۱۳۶  | کنیا                                | ۱۶۴٫۹ سانتیمتر (۵ فوت ۵ اینچ)     | ۱۷۰٫۵ سانتیمتر (۵ فوت ۷ اینچ)      | ۱۵۹٫۴ سانتیمتر (۵ فوت ۳ اینچ)      |
| ۱۳۸  | نیجریه                              | ۱۶۴٫۸ سانتیمتر (۵ فوت ۵ اینچ)     | ۱۷۱٫۶ سانتیمتر (۵ فوت ۷ ۱⁄۲ اینچ)  | ۱۵۸٫۱ سانتیمتر (۵ فوت ۲ اینچ)      |
| ۱۳۹  | گینه                                | ۱۶۴٫۷ سانتیمتر (۵ فوت ۵ اینچ)     | ۱۷۰٫۷ سانتیمتر (۵ فوت ۷ اینچ)      | ۱۵۸٫۸ سانتیمتر (۵ فوت ۲ ۱⁄۲ اینچ)  |
| ۱۳۹  | عربستان سعودی                       | ۱۶۴٫۷ سانتیمتر (۵ فوت ۵ اینچ)     | ۱۷۰٫۷ سانتیمتر (۵ فوت ۷ اینچ)      | ۱۵۸٫۸ سانتیمتر (۵ فوت ۲ ۱⁄۲ اینچ)  |
| ۱۴۱  | ایالات فدرال میکرونزی               | ۱۶۴٫۶ سانتیمتر (۵ فوت ۵ اینچ)     | ۱۶۹٫۶ سانتیمتر (۵ فوت ۷ اینچ)      | ۱۵۹٫۷ سانتیمتر (۵ فوت ۳ اینچ)      |
| ۱۴۱  | غنا                                 | ۱۶۴٫۶ سانتیمتر (۵ فوت ۵ اینچ)     | ۱۷۰٫۳ سانتیمتر (۵ فوت ۷ اینچ)      | ۱۵۸٫۹ سانتیمتر (۵ فوت ۲ ۱⁄۲ اینچ)  |
| ۱۴۱  | توگو                                | ۱۶۴٫۶ سانتیمتر (۵ فوت ۵ اینچ)     | ۱۷۰٫۱ سانتیمتر (۵ فوت ۷ اینچ)      | ۱۵۹٫۱ سانتیمتر (۵ فوت ۲ ۱⁄۲ اینچ)  |
| ۱۴۴  | وانواتو                             | ۱۶۴٫۴ سانتیمتر (۵ فوت ۴ ۱⁄۲ اینچ) | ۱۶۸٫۳ سانتیمتر (۵ فوت ۶ ۱⁄۲ اینچ)  | ۱۶۰٫۵ سانتیمتر (۵ فوت ۳ اینچ)      |
| ۱۴۵  | جمهوری آفریقای مرکزی                | ۱۶۴٫۳ سانتیمتر (۵ فوت ۴ ۱⁄۲ اینچ) | ۱۶۹٫۰ سانتیمتر (۵ فوت ۶ ۱⁄۲ اینچ)  | ۱۵۹٫۷ سانتیمتر (۵ فوت ۳ اینچ)      |
| ۱۴۵  | بلیز                                | ۱۶۴٫۳ سانتیمتر (۵ فوت ۴ ۱⁄۲ اینچ) | ۱۷۰٫۵ سانتیمتر (۵ فوت ۷ اینچ)      | ۱۵۸٫۱ سانتیمتر (۵ فوت ۲ اینچ)      |
| ۱۴۷  | پاناما                              | ۱۶۴٫۲ سانتیمتر (۵ فوت ۴ ۱⁄۲ اینچ) | ۱۷۰٫۲ سانتیمتر (۵ فوت ۷ اینچ)      | ۱۵۸٫۲ سانتیمتر (۵ فوت ۲ ۱⁄۲ اینچ)  |
| ۱۴۸  | اسواتینی                            | ۱۶۴٫۱ سانتیمتر (۵ فوت ۴ ۱⁄۲ اینچ) | ۱۶۹٫۴ سانتیمتر (۵ فوت ۶ ۱⁄۲ اینچ)  | ۱۵۸٫۹ سانتیمتر (۵ فوت ۲ ۱⁄۲ اینچ)  |
| ۱۴۸  | اریتره                              | ۱۶۴٫۱ سانتیمتر (۵ فوت ۴ ۱⁄۲ اینچ) | ۱۷۰٫۶ سانتیمتر (۵ فوت ۷ اینچ)      | ۱۵۷٫۶ سانتیمتر (۵ فوت ۲ اینچ)      |
| ۱۴۸  | مکزیک                               | ۱۶۴٫۱ سانتیمتر (۵ فوت ۴ ۱⁄۲ اینچ) | ۱۷۰٫۳ سانتیمتر (۵ فوت ۷ اینچ)      | ۱۵۷٫۹ سانتیمتر (۵ فوت ۲ اینچ)      |
| ۱۴۸  | آفریقای جنوبی                       | ۱۶۴٫۱ سانتیمتر (۵ فوت ۴ ۱⁄۲ اینچ) | ۱۶۹٫۶ سانتیمتر (۵ فوت ۷ اینچ)      | ۱۵۸٫۶ سانتیمتر (۵ فوت ۲ ۱⁄۲ اینچ)  |
| ۱۵۲  | نائورو                              | ۱۶۳٫۷ سانتیمتر (۵ فوت ۴ ۱⁄۲ اینچ) | ۱۶۹٫۶ سانتیمتر (۵ فوت ۷ اینچ)      | ۱۵۷٫۸ سانتیمتر (۵ فوت ۲ اینچ)      |
| ۱۵۳  | ویتنام                              | ۱۶۳٫۶ سانتیمتر (۵ فوت ۴ ۱⁄۲ اینچ) | ۱۶۸٫۹ سانتیمتر (۵ فوت ۶ ۱⁄۲ اینچ)  | ۱۵۸٫۴ سانتیمتر (۵ فوت ۲ ۱⁄۲ اینچ)  |
| ۱۵۳  | اوگاندا                             | ۱۶۳٫۶ سانتیمتر (۵ فوت ۴ ۱⁄۲ اینچ) | ۱۶۸٫۷ سانتیمتر (۵ فوت ۶ ۱⁄۲ اینچ)  | ۱۵۸٫۵ سانتیمتر (۵ فوت ۲ ۱⁄۲ اینچ)  |
| ۱۵۵  | السالوادور                          | ۱۶۳٫۵ سانتیمتر (۵ فوت ۴ ۱⁄۲ اینچ) | ۱۷۰٫۷ سانتیمتر (۵ فوت ۷ اینچ)      | ۱۵۶٫۴ سانتیمتر (۵ فوت ۱ ⁄۲ اینچ)   |
| ۱۵۶  | گینه بیسائو                         | ۱۶۳٫۴ سانتیمتر (۵ فوت ۴ ۱⁄۲ اینچ) | ۱۶۸٫۲ سانتیمتر (۵ فوت ۶ اینچ)      | ۱۵۸٫۷ سانتیمتر (۵ فوت ۲ ۱⁄۲ اینچ)  |
| ۱۵۶  | ساحل عاج                            | ۱۶۳٫۴ سانتیمتر (۵ فوت ۴ ۱⁄۲ اینچ) | ۱۶۸٫۲ سانتیمتر (۵ فوت ۶ اینچ)      | ۱۵۸٫۷ سانتیمتر (۵ فوت ۲ ۱⁄۲ اینچ)  |
| ۱۵۶  | بنین                                | ۱۶۳٫۴ سانتیمتر (۵ فوت ۴ ۱⁄۲ اینچ) | ۱۶۸٫۴ سانتیمتر (۵ فوت ۶ ۱⁄۲ اینچ)  | ۱۵۸٫۴ سانتیمتر (۵ فوت ۲ ۱⁄۲ اینچ)  |
| ۱۵۹  | آنگولا                              | ۱۶۳٫۳ سانتیمتر (۵ فوت ۴ ۱⁄۲ اینچ) | ۱۶۸٫۵ سانتیمتر (۵ فوت ۶ ۱⁄۲ اینچ)  | ۱۵۸٫۱ سانتیمتر (۵ فوت ۲ اینچ)      |
| ۱۶۰  | تاجیکستان                           | ۱۶۳٫۲ سانتیمتر (۵ فوت ۴ ۱⁄۲ اینچ) | ۱۶۸٫۴ سانتیمتر (۵ فوت ۶ ۱⁄۲ اینچ)  | ۱۵۸٫۱ سانتیمتر (۵ فوت ۲ اینچ)      |
| ۱۶۱  | مالزی                               | ۱۶۳٫۱ سانتیمتر (۵ فوت ۴ اینچ)     | ۱۶۹٫۲ سانتیمتر (۵ فوت ۶ ۱⁄۲ اینچ)  | ۱۵۷٫۱ سانتیمتر (۵ فوت ۲ اینچ)      |
| ۱۶۱  | گینه استوایی                        | ۱۶۳٫۱ سانتیمتر (۵ فوت ۴ اینچ)     | ۱۶۸٫۲ سانتیمتر (۵ فوت ۶ اینچ)      | ۱۵۸٫۰ سانتیمتر (۵ فوت ۲ اینچ)      |
| ۱۶۳  | اتیوپی                              | ۱۶۳٫۰ سانتیمتر (۵ فوت ۴ اینچ)     | ۱۶۸٫۸ سانتیمتر (۵ فوت ۶ ۱⁄۲ اینچ)  | ۱۵۷٫۲ سانتیمتر (۵ فوت ۲ اینچ)      |
| ۱۶۴  | موریتانی                            | ۱۶۲٫۸ سانتیمتر (۵ فوت ۴ اینچ)     | ۱۶۵٫۵ سانتیمتر (۵ فوت ۵ اینچ)      | ۱۶۰٫۱ سانتیمتر (۵ فوت ۳ اینچ)      |
| ۱۶۵  | نیکاراگوئه                          | ۱۶۲٫۷ سانتیمتر (۵ فوت ۴ اینچ)     | ۱۶۹٫۹ سانتیمتر (۵ فوت ۷ اینچ)      | ۱۵۵٫۶ سانتیمتر (۵ فوت ۱ ⁄۲ اینچ)   |
| ۱۶۶  | جمهوری دموکراتیک کنگو               | ۱۶۲٫۴ سانتیمتر (۵ فوت ۴ اینچ)     | ۱۶۸٫۶ سانتیمتر (۵ فوت ۶ ۱⁄۲ اینچ)  | ۱۵۶٫۳ سانتیمتر (۵ فوت ۱ ⁄۲ اینچ)   |
| ۱۶۶  | زامبیا                              | ۱۶۲٫۴ سانتیمتر (۵ فوت ۴ اینچ)     | ۱۶۷٫۶ سانتیمتر (۵ فوت ۶ اینچ)      | ۱۵۷٫۳ سانتیمتر (۵ فوت ۲ اینچ)      |
| ۱۶۶  | هندوراس                             | ۱۶۲٫۴ سانتیمتر (۵ فوت ۴ اینچ)     | ۱۶۹٫۶ سانتیمتر (۵ فوت ۷ اینچ)      | ۱۵۵٫۲ سانتیمتر (۵ فوت ۱ اینچ)      |
| ۱۶۹  | افغانستان                           | ۱۶۲٫۳ سانتیمتر (۵ فوت ۴ اینچ)     | ۱۶۸٫۵ سانتیمتر (۵ فوت ۶ ۱⁄۲ اینچ)  | ۱۵۶٫۱ سانتیمتر (۵ فوت ۱ ⁄۲ اینچ)   |
| ۱۶۹  | لسوتو                               | ۱۶۲٫۳ سانتیمتر (۵ فوت ۴ اینچ)     | ۱۶۷٫۹ سانتیمتر (۵ فوت ۶ اینچ)      | ۱۵۶٫۷ سانتیمتر (۵ فوت ۱ ⁄۲ اینچ)   |
| ۱۷۱  | کومور                               | ۱۶۲٫۱ سانتیمتر (۵ فوت ۴ اینچ)     | ۱۶۷٫۷ سانتیمتر (۵ فوت ۶ اینچ)      | ۱۵۶٫۵ سانتیمتر (۵ فوت ۱ ⁄۲ اینچ)   |
| ۱۷۲  | سری‌لانکا                            | ۱۶۲٫۰ سانتیمتر (۵ فوت ۴ اینچ)     | ۱۶۸٫۱ سانتیمتر (۵ فوت ۶ اینچ)      | ۱۵۵٫۹ سانتیمتر (۵ فوت ۱ ⁄۲ اینچ)   |
| ۱۷۳  | تانزانیا                            | ۱۶۱٫۹ سانتیمتر (۵ فوت ۳ ۱⁄۲ اینچ) | ۱۶۷٫۰ سانتیمتر (۵ فوت ۵ ۱⁄۲ اینچ)  | ۱۵۶٫۹ سانتیمتر (۵ فوت ۲ اینچ)      |
| ۱۷۴  | بولیوی                              | ۱۶۱٫۸ سانتیمتر (۵ فوت ۳ ۱⁄۲ اینچ) | ۱۶۸٫۱ سانتیمتر (۵ فوت ۶ اینچ)      | ۱۵۵٫۶ سانتیمتر (۵ فوت ۱ ⁄۲ اینچ)   |
| ۱۷۴  | سیرالئون                            | ۱۶۱٫۸ سانتیمتر (۵ فوت ۳ ۱⁄۲ اینچ) | ۱۶۶٫۴ سانتیمتر (۵ فوت ۵ ۱⁄۲ اینچ)  | ۱۵۷٫۳ سانتیمتر (۵ فوت ۲ اینچ)      |
| ۱۷۶  | رواندا                              | ۱۶۱٫۳ سانتیمتر (۵ فوت ۳ ۱⁄۲ اینچ) | ۱۶۶٫۰ سانتیمتر (۵ فوت ۵ ۱⁄۲ اینچ)  | ۱۵۶٫۷ سانتیمتر (۵ فوت ۱ ⁄۲ اینچ)   |
| ۱۷۷  | اکوادور                             | ۱۶۱٫۲ سانتیمتر (۵ فوت ۳ ۱⁄۲ اینچ) | ۱۶۷٫۳ سانتیمتر (۵ فوت ۶ اینچ)      | ۱۵۵٫۲ سانتیمتر (۵ فوت ۱ اینچ)      |
| ۱۷۷  | بوروندی                             | ۱۶۱٫۲ سانتیمتر (۵ فوت ۳ ۱⁄۲ اینچ) | ۱۶۷٫۳ سانتیمتر (۵ فوت ۶ اینچ)      | ۱۵۵٫۱ سانتیمتر (۵ فوت ۱ اینچ)      |
| ۱۷۹  | بوتان (کشور)                        | ۱۶۱٫۱ سانتیمتر (۵ فوت ۳ ۱⁄۲ اینچ) | ۱۶۷٫۰ سانتیمتر (۵ فوت ۵ ۱⁄۲ اینچ)  | ۱۵۵٫۲ سانتیمتر (۵ فوت ۱ اینچ)      |
| ۱۷۹  | مالدیو                              | ۱۶۱٫۱ سانتیمتر (۵ فوت ۳ ۱⁄۲ اینچ) | ۱۶۷٫۹ سانتیمتر (۵ فوت ۶ اینچ)      | ۱۵۴٫۳ سانتیمتر (۵ فوت ۱⁄۲ اینچ)    |
| ۱۸۱  | پاکستان                             | ۱۶۱٫۰ سانتیمتر (۵ فوت ۳ ۱⁄۲ اینچ) | ۱۶۷٫۳ سانتیمتر (۵ فوت ۶ اینچ)      | ۱۵۴٫۸ سانتیمتر (۵ فوت ۱ اینچ)      |
| ۱۸۱  | لیبریا                              | ۱۶۱٫۰ سانتیمتر (۵ فوت ۳ ۱⁄۲ اینچ) | ۱۶۵٫۵ سانتیمتر (۵ فوت ۵ اینچ)      | ۱۵۶٫۵ سانتیمتر (۵ فوت ۱ ⁄۲ اینچ)   |
| ۱۸۳  | مالاوی                              | ۱۶۰٫۹ سانتیمتر (۵ فوت ۳ ۱⁄۲ اینچ) | ۱۶۵٫۷ سانتیمتر (۵ فوت ۵ اینچ)      | ۱۵۶٫۱ سانتیمتر (۵ فوت ۱ ⁄۲ اینچ)   |
| ۱۸۴  | هند                                 | ۱۶۰٫۸ سانتیمتر (۵ فوت ۳ ۱⁄۲ اینچ) | ۱۶۶٫۵ سانتیمتر (۵ فوت ۵ ۱⁄۲ اینچ)  | ۱۵۵٫۲ سانتیمتر (۵ فوت ۱ اینچ)      |
| ۱۸۵  | میانمار                             | ۱۶۰٫۷ سانتیمتر (۵ فوت ۳ ۱⁄۲ اینچ) | ۱۶۶٫۷ سانتیمتر (۵ فوت ۵ ۱⁄۲ اینچ)  | ۱۵۴٫۷ سانتیمتر (۵ فوت ۱ اینچ)      |
| ۱۸۶  | برونئی                              | ۱۶۰٫۶ سانتیمتر (۵ فوت ۳ اینچ)     | ۱۶۶٫۳ سانتیمتر (۵ فوت ۵ ۱⁄۲ اینچ)  | ۱۵۴٫۹ سانتیمتر (۵ فوت ۱ اینچ)      |
| ۱۸۶  | پرو                                 | ۱۶۰٫۶ سانتیمتر (۵ فوت ۳ اینچ)     | ۱۶۶٫۸ سانتیمتر (۵ فوت ۵ ۱⁄۲ اینچ)  | ۱۵۴٫۴ سانتیمتر (۵ فوت ۱ اینچ)      |
| ۱۸۸  | اندونزی                             | ۱۶۰٫۳ سانتیمتر (۵ فوت ۳ اینچ)     | ۱۶۶٫۳ سانتیمتر (۵ فوت ۵ ۱⁄۲ اینچ)  | ۱۵۴٫۴ سانتیمتر (۵ فوت ۱ اینچ)      |
| ۱۸۹  | جزایر مارشال                        | ۱۶۰٫۰ سانتیمتر (۵ فوت ۳ اینچ)     | ۱۶۵٫۳ سانتیمتر (۵ فوت ۵ اینچ)      | ۱۵۴٫۸ سانتیمتر (۵ فوت ۱ اینچ)      |
| ۱۸۹  | کامبوج                              | ۱۶۰٫۰ سانتیمتر (۵ فوت ۳ اینچ)     | ۱۶۵٫۳ سانتیمتر (۵ فوت ۵ اینچ)      | ۱۵۴٫۷ سانتیمتر (۵ فوت ۱ اینچ)      |
| ۱۸۹  | پاپوآ گینه نو                       | ۱۶۰٫۰ سانتیمتر (۵ فوت ۳ اینچ)     | ۱۶۳٫۱ سانتیمتر (۵ فوت ۴ اینچ)      | ۱۵۶٫۹ سانتیمتر (۵ فوت ۲ اینچ)      |
| ۱۹۲  | جزایر سلیمان                        | ۱۵۹٫۹ سانتیمتر (۵ فوت ۳ اینچ)     | ۱۶۳٫۱ سانتیمتر (۵ فوت ۴ اینچ)      | ۱۵۶٫۸ سانتیمتر (۵ فوت ۱ ⁄۲ اینچ)   |
| ۱۹۳  | موزامبیک                            | ۱۵۹٫۸ سانتیمتر (۵ فوت ۳ اینچ)     | ۱۶۴٫۳ سانتیمتر (۵ فوت ۴ ۱⁄۲ اینچ)  | ۱۵۵٫۴ سانتیمتر (۵ فوت ۱ اینچ)      |
| ۱۹۴  | فیلیپین                             | ۱۵۹٫۶ سانتیمتر (۵ فوت ۳ اینچ)     | ۱۶۵٫۲ سانتیمتر (۵ فوت ۵ اینچ)      | ۱۵۴٫۱ سانتیمتر (۵ فوت ۱⁄۲ اینچ)    |
| ۱۹۴  | یمن                                 | ۱۵۹٫۶ سانتیمتر (۵ فوت ۳ اینچ)     | ۱۶۴٫۴ سانتیمتر (۵ فوت ۴ ۱⁄۲ اینچ)  | ۱۵۴٫۸ سانتیمتر (۵ فوت ۱ اینچ)      |
| ۱۹۶  | ماداگاسکار                          | ۱۵۹٫۱ سانتیمتر (۵ فوت ۲ ۱⁄۲ اینچ) | ۱۶۵٫۲ سانتیمتر (۵ فوت ۵ اینچ)      | ۱۵۳٫۱ سانتیمتر (۵ فوت ۱⁄۲ اینچ)    |
| ۱۹۷  | بنگلادش                             | ۱۵۸٫۷ سانتیمتر (۵ فوت ۲ ۱⁄۲ اینچ) | ۱۶۵٫۱ سانتیمتر (۵ فوت ۵ اینچ)      | ۱۵۲٫۴ سانتیمتر (۵ فوت ۰ اینچ)      |
| ۱۹۸  | نپال                                | ۱۵۸٫۴ سانتیمتر (۵ فوت ۲ ۱⁄۲ اینچ) | ۱۶۴٫۴ سانتیمتر (۵ فوت ۴ ۱⁄۲ اینچ)  | ۱۵۲٫۴ سانتیمتر (۵ فوت ۰ اینچ)      |
| ۱۹۹  | لائوس                               | ۱۵۷٫۹ سانتیمتر (۵ فوت ۲ اینچ)     | ۱۶۲٫۸ سانتیمتر (۵ فوت ۴ اینچ)      | ۱۵۳٫۱ سانتیمتر (۵ فوت ۱⁄۲ اینچ)    |
| ۲۰۰  | گواتمالا                            | ۱۵۷٫۶ سانتیمتر (۵ فوت ۲ اینچ)     | ۱۶۴٫۴ سانتیمتر (۵ فوت ۴ ۱⁄۲ اینچ)  | ۱۵۰٫۹ سانتیمتر (۴ فوت ۱۱ ۱⁄۲ اینچ) |
| ۲۰۱  | تیمور شرقی                          | ۱۵۶٫۴ سانتیمتر (۵ فوت ۱ ⁄۲ اینچ)  | ۱۶۰٫۱ سانتیمتر (۵ فوت ۳ اینچ)      | ۱۵۲٫۷ سانتیمتر (۵ فوت ۰ اینچ)      |

## محدودیت‌های رشد و قد
قد، صفتی پلی ژنتیک بوده، یعنی اینکه چندین ژن مختلف بر روی آن تأثیر می‌گذارد. اگر پدر و مادر شما قد کوتاه باشد، همیشه نتیجه آن کوتاه ماندن قد شما نیست، با اینحال اگر نه‌تنها پدر و مادر بلکه بیشتر افراد در خانواده و فامیل پدری و مادری قد کوتاه باشند، شانس کوتاهی قد شما بالا است.

## رابطه قد و بیماری‌ها
در دهه‌های اخیر قد کودکان و بزرگسالان به‌طور پیوسته در سراسر جهان افزایش یافته است به طوری که کودکان پس از دوران رشد تقریباً بلندتر از والدین خود می‌شوند.
یک مطالعه جدید نشان می‌دهد که صرف نظر از توده چربی بدن و سایر عوامل تنظیم کننده، قد بر مرگ و میر ناشی از ابتلا به برخی بیماری‌های شایع تأثیر دارد. مطالعات قبلی هم به وضوح نشان داده‌اند که خطر ابتلا به بیماری قلبی و عروقی و دیابت نوع دو در افراد قد بلند نسبت به افراد کوتاه قد کمتر است اما خطر ابتلا به سرطان در این افراد بیشتر است.
داده‌های جدید نشان می‌دهند که افراد قد بلند نسبت به انسولین حساس تر هستند و حجم چربی کمتری در کبد خود دارند که می‌تواند کمتر بودن خطر ابتلا به بیماری قلبی و عروقی و دیابت نوع دو در این افراد را توضیح دهد.
این یافته‌ها با داده‌های منتشر شده‌ای که نشان می‌دهد افراد قد بلند در برابر اختلالات ناشی از متابولیسم چربی مصونیت نسبی دارند، سازگار است.